# Сейсмічність М'янми
Територія М'янми (колишня Бірма) — характеризується високою сейсмічною активністю.

## Загальна характеристика
М'янма — гірська країна, яка перебуває в Середземноморсько-трансазійському сейсмічному поясі та до якої від Індонезії простягається Бірмано-Яванська, або Зондська гірська дуга - частина Гімалайської складчастої системи. Середні висоти - 702 м; найнижча точка - рівень вод Андаманського моря (0 м); найвища точка - гора Кхакаборазі (5881 м), яка оскаржує статус найвищої вершини в М'янмі і Південно-Східній Азії в цілому з горою Гамланразі (5867 м). На заході країни простягаються хребти Паткай, Нага, Чин, Аракан з висотами переважно 500-2000 м (максимальна висота 5866 м - вершина Кхакабо-Язі). Всю східну частину М'янми займає Шанське нагір'я з середною висотою близько 1000 м. Сила землетрусів в М'янмі — 6-8 бальна (за шкалою Ріхтера).

## Землетруси у минулі століття
У 1930 році у М'янмі стався сильний землетрус, який дуже пошкодив стародавні бірманські пагоди.
У 1975 році у М'янмі стався потужний землетрус, який знищив стародавнє місто Баган.

## Землетруси XXI століття

### 2011
24 березня у М'янмі стався сильний (за шкалою інтенсивності МSK-64) землетрус магнітудою 7,0 балів (за шкалою Ріхтера). За даними Геологічної служби США (USGS) було зафіксовано два підземні поштовхи магнітудою 7,0 балів (за шкалою Ріхтера) з різницею менш ніж за хвилину. Гіпоцентр першого землетрусу залягав на глибині 10 км, другого - 229 км. Пізніше Геологічна служба США (USGS) пояснила, що був лише один підземний поштовх. Землетрус відчувався також на території сусіднього Таїланду та В'єтнаму. В результаті стихії загинуло 75 чоловік, понад 100 дістали поранення.

### 2012
11 листопада в центральній частині М'янми стався сильно помірний (за шкалою інтенсивності МSK-64) землетрус магнітудою 6,8 балів (за шкалою Ріхтера). епіцентр землетрусу знаходився між містами Шуебо і Мандалай. Згідно повідомлення агенції France-Presse з посиланням на гуманітарну організацію Save The Children, в результаті землетрусу загинуло 26 людей, ще 40 дістали поранення. В результаті землетрусу, на річці Ірравадді завалився міст, також були пошкоджені буддистські храми.

### 2013
4 квітня в М’янмі стався помірний (за шкалою інтенсивності МSK-64) землетрус магнітудою 5,8 балів (за шкалою Ріхтера). За даними Геологічної служби США (USGS), епіцентр землетрусу був розташований за 54 км на схід від міста Маїдо, гіпоцентр землетрусу залягав на глибині 9,7 км.

### 2016
24 серпня в М’янмі стався сильно помірний (за шкалою інтенсивності МSK-64) землетрус магнітудою 6,8 балів (за шкалою Ріхтера). В результаті землетрусу пошкоджено багато історичних храмів у долині Іраваді, але жоден з них не зруйнувався.

### 2018
7 січня, о 08:47:13 (за київським часом), Головним центром спеціального контролю ДКАУ в прикордонному районі Мьянма/Індія зареєстровано помірний (за шкалою інтенсивності МSK-64) землетрус магнітудою 5,6 балів (за шкалою Ріхтера).

### 2025
28 березня, о 12:50 (UTC+6:30), у центральній частині М'янми стався сильний (за шкалою інтенсивності МSK-64) землетрус магнітудою 7,7 балів (за шкалою Ріхтера). За даними Геологічної служби США (USGS), епіцентр землетрусу був зафіксований за 17 км від міста Мандалай. Гіпоцентр землетрусу залягав на глибині 10 км (6,2 милі). Згідно повідомлення агентства Reuters, землетрус відчувався також в Бангладеш та Індії. Станом на 26 квітня 2025 року, згідно повідомлення видання China Daily, кількість загиблих в результаті руйнівного землетрусу зросла до 3763 осіб, зафіксовано 5107 поранених та 110 осіб, які зникли безвісти.